# Protocollo a mappa di bit
Il protocollo a mappa di bit si usa nell'ambito delle telecomunicazioni per evitare le collisioni che si generano in fase di contesa di un singolo canale.
Il funzionamento di questo protocollo si basa sul seguente funzionamento:
Ipotizziamo di avere una rete composta da N stazioni. La stazione 0, ha un frame da inviare, e prima di trasmettere il frame, trasmette un bit di valore 1 durante l'intervallo 0. A sua volta se la stazione 1 deve trasmettere, dovrà trasmettere un bit 1 durante l'intervallo 1. Quindi generalmente se ho i stazioni che hanno dei frame da trasmettere, esse dovranno trasmettere un bit di valore 1 all'intervallo i. 
In altre parole, avendo 3 stazioni che hanno dei frame da trasmettere ed esse sono la stazione 1,3,7, esse dovranno trasmettere un bit di valore 1, agli intervalli 1,3,7. Fatta questa fase di prenotazione, non ci sarà contesa e si eviteranno le collisioni in fase di contesa. Questo tipo di protocollo, prende il nome di protocollo a prenotazione